# Nadia Moussaid
Nadia Moussaid est une présentatrice de télévision née le 30 mai 1984 à Schiedam (Pays-Bas). Elle est notamment connue pour l'émission De Nieuwe Maan diffusé sur NPO 2 en compagnie d'Ajouad El Miloudi sur NTR.

## Biographie
Nadia Moussaid naît à Schiedam aux Pays-Bas et étudie l'International Business et langages à l'école. En 2009, elle est diplômée en anthropologie culturelle et sociale à l'Université d'Amsterdam. Nadia Moussaid est basée sur la position des femmes dans le monde arabe. En 2010, elle réalise sa propre rédaction et research sur MTNL et VPRO. En 2012, elle intègre le média AT5 et réalise de nouveau ses propres rédactions, émissions et présentations dans le programme télévisée De stelling van Amsterdam. En 2015, elle réalise un documentaire de vingt minutes intitulé Leven, liefde & hiv, diffusé sur la chaîne Teledoc Campus. Dans le documentaire, elle réalise un portrait sur deux femmes atteintes du sida.
En 2019, Nadia Moussaid figure à la première place du classement Kleurrijke Top 100 dans la catégorie média. Il s'agit de la plus grande distinction du monde télévisée néerlandais.

### Télévision
De 2016 à 2018, Moussaid présente chaque semaine l'émission de débat De Nieuwe Maan, diffusé sur NPO 2. Du 30 juillet jusqu'au 31 août 2018, elle présente sur la chaîne NPO 1 l'émission Laat op Eén. Elle remplaçait la journaliste Eva Jinek qui devait accoucher.
En 2019, elle délaisse la chaîne KRO-NCRV pour VPRO où elle est animatrice de radio et d'émissions télévisées. Elle présente Bureau Buitenland ainsi que le Holland Festival.
- De stelling van Amsterdam, AT5, 2012-2013
- Leven, liefde & hiv (NCRV), NPO 2, 2015
- Lost Generation (mediaplatform Mindshakes), 2015
- Nieuws en Co (NOS/NTR), NPO Radio 1, 2016–2018
- De Nieuwe Maan (NTR), NPO 2, 2016–2018
- Brandpunt+ (KRO-NCRV), NPO 2, 2018
- Laat op Eén (KRO-NCRV), NPO 1, 2018, ter vervanging van Eva Jinek (nl)
- Mondo (VPRO), NPO 2, 2020